# In jeder Beziehung
In jeder Beziehung ist eine Comedysendung der Biller & Vass TV Produktion für RTL, welche vom 15. September bis zum 3. November 2012 erstmals im deutschen Fernsehen ausgestrahlt wurde.
In der Serie wird in kurzen nicht zusammenhängende Sketchen der teilweise chaotische Beziehungsalltag junger Paare (klassisch Mann-Frau) in überspitzter pointierter Weise dargestellt.
Produzent und Regisseur ist Tommy Wosch unter dem Namen Thomas Vass.  Wiederholungen der kompletten Staffel erfolgte 2016 und 2017.